# Volkswagen Polo II
La segunda generación del Polo (Tipo 86C) se introdujo al mercado en 1981. Existían dos hatchback de tres puertas, uno con la luneta trasera tumbada ("Polo Coupé") y otra con la luneta totalmente vertical ("Polo Wagon"). La segunda opción no es un familiar propiamente dicho, ya que el voladizo trasero es igual al del otro, y más corto que el del sedán. La variante sedán de dos puertas dejó de llamarse Derby en 1985, y tomó otros nombres como "Polo Sedan" o "Polo Classic".
La gama de motores incluía varias opciones con tecnologías pioneras. Las opciones normales eran un 1.0 litros de 40 o 45 CV, un 1.1 litros de 50 CV, y un 1.3 litros de 55 CV (carburador simple) o 75 CV (doble carburador), todos ellos con carburador. El 1.3 litros se vendió con inyección de combustible, también en variantes de 55 y 75 CV, y asimismo con un compresor G, que desarrollaba 116 CV de potencia máxima.
También se ofrecían dos motorizaciones diésel, un 1.3 litros de 45 CV y un 1.4 litros de 48 CV, que se pusieron a la venta en julio de 1986 y agosto de 1990 respectivamente. A fines de la década de los 1980, las cajas de cambios de cuatro marchas fueron abandonadas por otras de cinco marchas, y se incorporaron convertidores catalíticos a los gasolina.

## Distintas versiones

### VW Polo Sprint Studie
En 1983 se desarrolló un prototipo sobre la base del Polo que pretendía ser una versión super deportiva de este, la motorización que equipaba desarrollaba 152 CV el cual monto en la parte trasera del vehículo.

### Volkswagen Polo G40

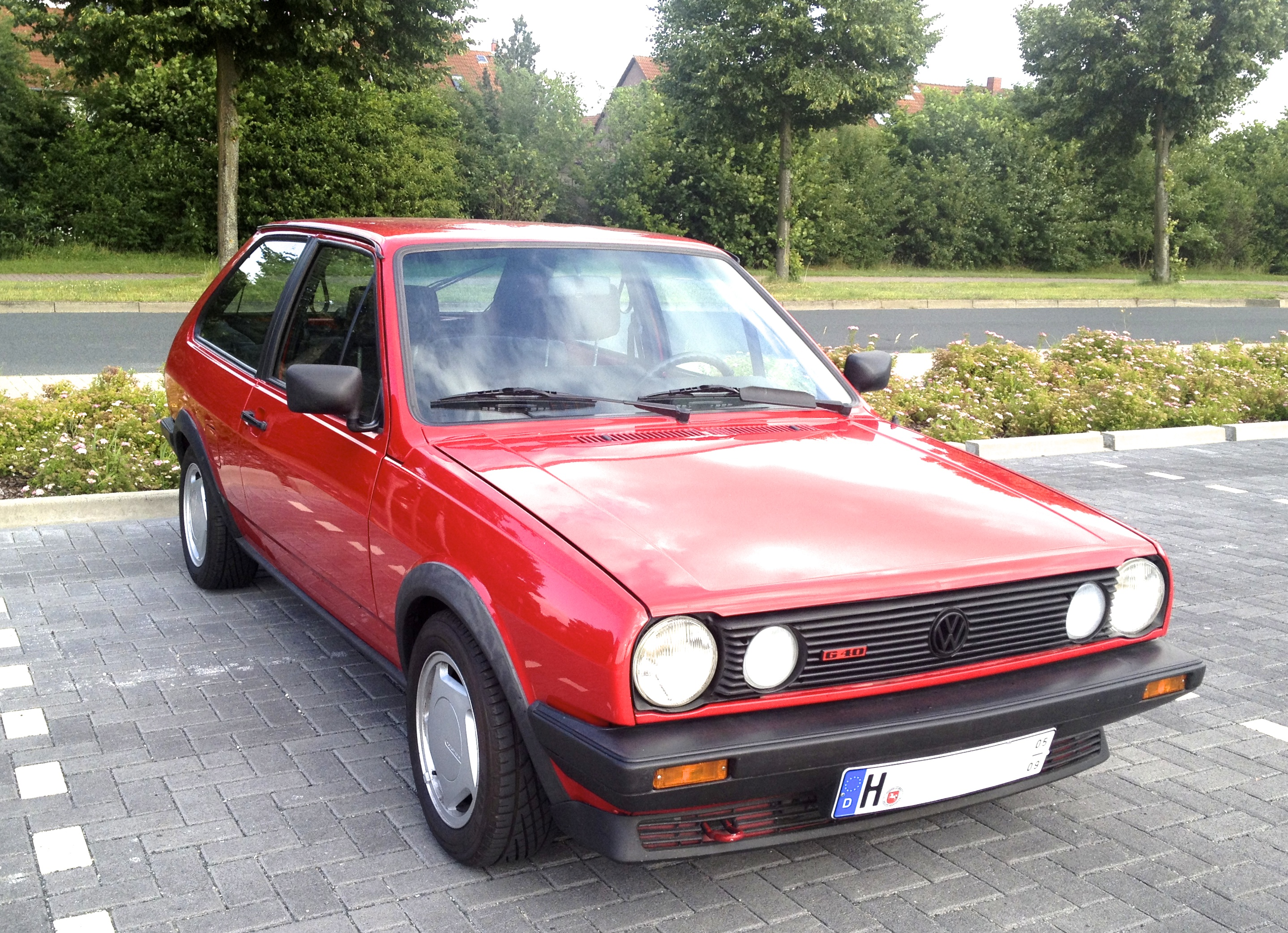
Polo 2 GT G40

Los Volkswagen Polo II (agosto de 1985-1990) y Polo IIF (1990-julio de 1994) estaban disponibles como modelos G40 sobrealimentados - llamado el Volkswagen Polo G40 (a veces también llamado Volkswagen Polo GT G40, Volkswagen Polo G-40, o simplemente Volkswagen Polo G).
El Polo G40 comparte muchas de las características de los Polos normales y posee incluso algunas en común con el Polo GT, pero existe una diferencia muy importante que distingue al Polo G40 de sus demás «hermanos»; su sobrealimentación debido al compresor volumétrico G (G-Lader)
En el corazón del Polo G40 estaba el motor 1,3 litros G40 de combustión interna (código de identificación del motor: PY). Desplazaba 1.272 centímetros cúbicos (77,6 pulgadas cúbicas) desde un diámetro interior del cilindro de 75,0 milímetros, y una carrera del pistón de 72,0 milímetros. 
El supercargador G-Lader G40S tenía un diámetro de entrada de 40 mm, de ahí el nombre «G40». Este motor G40 produce una potencia máxima de 85 kilovatios (116 PS, 114 CV) a 6000 revoluciones por minuto (rpm), y genera una fuerza de giro de par de 148 Nm (109 lbf · ft) a 3600 rpm. Sus registros de los 0-100 km/h fueron entre los 7,5 y 8,5 segundos, y velocidades máximas entre los 195 y 230 km/h.
La capacidad de frenado incluyó frenos de disco delanteros mejorados, ahora ventilados radialmente, de un tamaño a 239 milímetros (9,4 pulgadas) de diámetro por 20 milímetros (0,787 pulgadas) de espesor, con frenos de pinza flotante de un pistón ATE. Las ruedas estándar eran llantas de aleación 5.5JX13" ET38 Hockenheim o BBS plateadas con neumáticos 175/60R13H.
El modelo fue reemplazado por el Polo GTI en 1995 en Europa occidental, y no fue reemplazado directamente en el Reino Unido hasta el año 2000. Sin embargo, el Polo Mk4 1.4 16v de 2005 fue el Polo más rápido durante los próximos seis años, seguido por el GTI.

### VW Polo Buchmann
En 1986 se desarrolló una edición muy limitada del Polo para Alemania, preparada por Buchmann, el modelo recibió un equipamiento de lujo con muchos extras y algunas modificaciones en la carrocería para hacerlo más deportivo.

## Motorizaciones

### Motorizaciones 86C (1981-1990)
|                                | Motores de gasolina   | Motores de gasolina                           | Motores de gasolina   | Motores de gasolina   | Motores de gasolina   | Motores de gasolina                           | Motores de gasolina   | Motores de gasolina                           | Motores de gasolina                  | Motores diesel                     |
|                                | 1.0                   | 1.0                                           | 1.1                   | 1.1                   | 1.3                   | 1.3                                           | 1.3                   | 1.3 GT                                        | 1.3 G40                              | 1.3 D                              |
| ------------------------------ | --------------------- | --------------------------------------------- | --------------------- | --------------------- | --------------------- | --------------------------------------------- | --------------------- | --------------------------------------------- | ------------------------------------ | ---------------------------------- |
| Periodo                        | 1981-1984             | 1985-1990                                     | 1981-1983             | 1981-1983             | 1981-1983             | 1983-1989                                     | 1984-1985             | 1982-1990                                     | 1987-1990                            | 1988-1990                          |
| Tipo de motor                  | L4 8v, carburación    | L4 8v, carburación                            | L4 8v, carburación    | L4 8v, carburación    | L4 8v, carburación    | L4 8v, carburación                            | L4 8v, carburación    | L4 8v, carburación                            | L4 8v, inyección Digifant, compresor | L4 8v, diesel, inyección indirecta |
| Cilindrada                     | 1043 cm³              | 1043 cm³                                      | 1093 cm³              | 1093 cm³              | 1272 cm³              | 1272 cm³                                      | 1272 cm³              | 1272 cm³                                      | 1272 cm³                             | 1272 cm³                           |
| Potencia máxima: CV (kW) @ rpm | 40 CV (29 kW) @ 5300  | 45 CV (33 kW) @ 5600                          | 50 CV (37 kW) @ 5600  | 50 CV (37 kW) @ 5600  | 60 CV (44 kW) @ 5600  | 55 CV (40 kW) @ 5400                          | 55 CV (40 kW) @ 5400  | 75 CV (55 kW) @ 5900                          | 115 CV (85 kW) @ 6000                | 45 CV (33 kW) @ 4900               |
| Par máximo: Nm @ rpm           | 73 Nm @ 2700          | 73 Nm @ 3600                                  | 75 Nm @ 3500          | 80 Nm @ 3300          | 93 Nm @ 3500          | 94 Nm @ 3400                                  | 95 Nm @ 3000          | 100 Nm @ 3600                                 | 148 Nm @ 3600                        | 73 Nm @ 3100                       |
| Tracción                       | Delantera             | Delantera                                     | Delantera             | Delantera             | Delantera             | Delantera                                     | Delantera             | Delantera                                     | Delantera                            | Delantera                          |
| Transmisión                    | Manual, 4 velocidades | Manual, 4 velocidades / Manual, 5 velocidades | Manual, 4 velocidades | Manual, 4 velocidades | Manual, 4 velocidades | Manual, 4 velocidades / Manual, 5 velocidades | Manual, 4 velocidades | Manual, 4 velocidades / Manual, 5 velocidades | Manual, 5 velocidades                | Manual, 5 velocidades              |
| Peso                           | 730-830 kg            | 730-830 kg                                    | 730-830 kg            | 730-830 kg            | 730-830 kg            | 730-830 kg                                    | 730-830 kg            | 730-830 kg                                    | 730-830 kg                           | 730-830 kg                         |
| Aceleración 0–100 km/h         | 19.0 s                | 18.5 s                                        | 16.0 s                | 17.0 s                | 15.0 s                | 14.5 s                                        | 15.0 s                | 13 s                                          | 8.6 s                                | 22.0 s                             |
| Velocidad máxima               | 138 Km/h              | 145 Km/h                                      | 148 Km/h              | 148 Km/h              | 155 Km/h              | 153 Km/h                                      | 155 Km/h              | 170 Km/h                                      | 196 Km/h                             | 140 Km/h                           |
| Consumo combinado (L/100 km)   | 8.5                   | 8.0                                           | 9.0                   | 8.5                   | 10.0                  | 8.0                                           | 7.5                   | 9.0                                           | 7.4                                  | 7.0                                |

### Motorizaciones 86C 2F (1990-1994)
| Periodo                        | 1990-1994                                     | 1990-1994                                     | 1990-1994                 | 1990-1994                                         | 1990-1994                          |            |            |            |            |
| Tipo de motor                  | L4 8v, carburación                            | L4 8v, inyección Digifant                     | L4 8v, inyección Digifant | L4 8v, inyección Digifant, compresor, catalizador | L4 8v, diesel, inyección indirecta |            |            |            |            |
| Cilindrada                     | 1043 cm³                                      | 1272 cm³                                      | 1272 cm³                  | 1272 cm³                                          | 1391 cm³                           |            |            |            |            |
| Potencia máxima: CV (kW) @ rpm | 45 CV (33 kW) @ 5600                          | 55 CV (40 kW) @ 5200                          | 75 CV (55 kW) @ 5900      | 113 CV (83 kW) @ 6000                             | 48 CV (35 kW) @ 4500               |            |            |            |            |
| Par máximo: Nm @ rpm           | 73 Nm @ 3600                                  | 95 Nm @ 3000                                  | 99 Nm @ 3600              | 150 Nm @ 3600                                     | 82 Nm @ 2700-3500                  |            |            |            |            |
| Tracción                       | Delantera                                     | Delantera                                     | Delantera                 | Delantera                                         | Delantera                          |            |            |            |            |
| Transmisión                    | Manual, 4 velocidades / Manual, 5 velocidades | Manual, 4 velocidades / Manual, 5 velocidades | Manual, 5 velocidades     | Manual, 5 velocidades                             | Manual, 5 velocidades              |            |            |            |            |
| Peso                           | 730-830 kg                                    | 730-830 kg                                    | 730-830 kg                | 730-830 kg                                        | 730-830 kg                         | 730-830 kg | 730-830 kg | 730-830 kg | 730-830 kg |
| Aceleración 0–100 km/h         | 18.5 s                                        | 15.5 s                                        | 12.1 s                    | 8.6 s                                             | 19.5 s                             |            |            |            |            |
| Velocidad máxima               | 145 Km/h                                      | 155 Km/h                                      | 172 Km/h                  | 196 Km/h                                          | 142 Km/h                           |            |            |            |            |
| Consumo combinado (L/100 km)   | 8.0                                           | 7.2                                           | 7.1                       | 7.4                                               | 5.3                                |            |            |            |            |

## Galería
|                                    |
| Arte del Polo antes de su rediseño |

|                |
| VW Polo blanco |

|                                           |
| Volkswagen Polo coupé vista delantera 86C |

|                                         |
| Volkswagen Polo coupé vista Trasera 86C |

|                                   |
| Volkswagen Polo vista Trasera 86C |

|                                            |
| Volkswagen Polo coupé vista delantera 86C2 |

|                                          |
| Volkswagen Polo coupé vista Trasera 86C2 |

|                                    |
| Volkswagen Polo vista Trasera 86C2 |

|                    |
| VW Polo sedán 86C2 |

|          |
| Interior |